# Королівська обсерваторія Бельгії
Королівська Обсерваторія Бельгії (фр. Observatoire Royal de Belgique, нід. Koninklijke Sterrenwacht van België) — головна бельгійська обсерваторія, розташована в місті Уккел.
Обсерваторія була заснована у Сен-Жоссі-тен-Ноде в 1826 році королем Сполученого Королівства Нідерландів Вільямом I за ініціативою астронома Адольфа Кетле, а 1890 року перенесена в Уккел.
Основними напрямками досліджень є геодинаміка, астрометрія, астрофізика, фізика Сонця. В обсерваторії знаходиться Всесвітній центр даних індексу сонячних плям.

## Історія

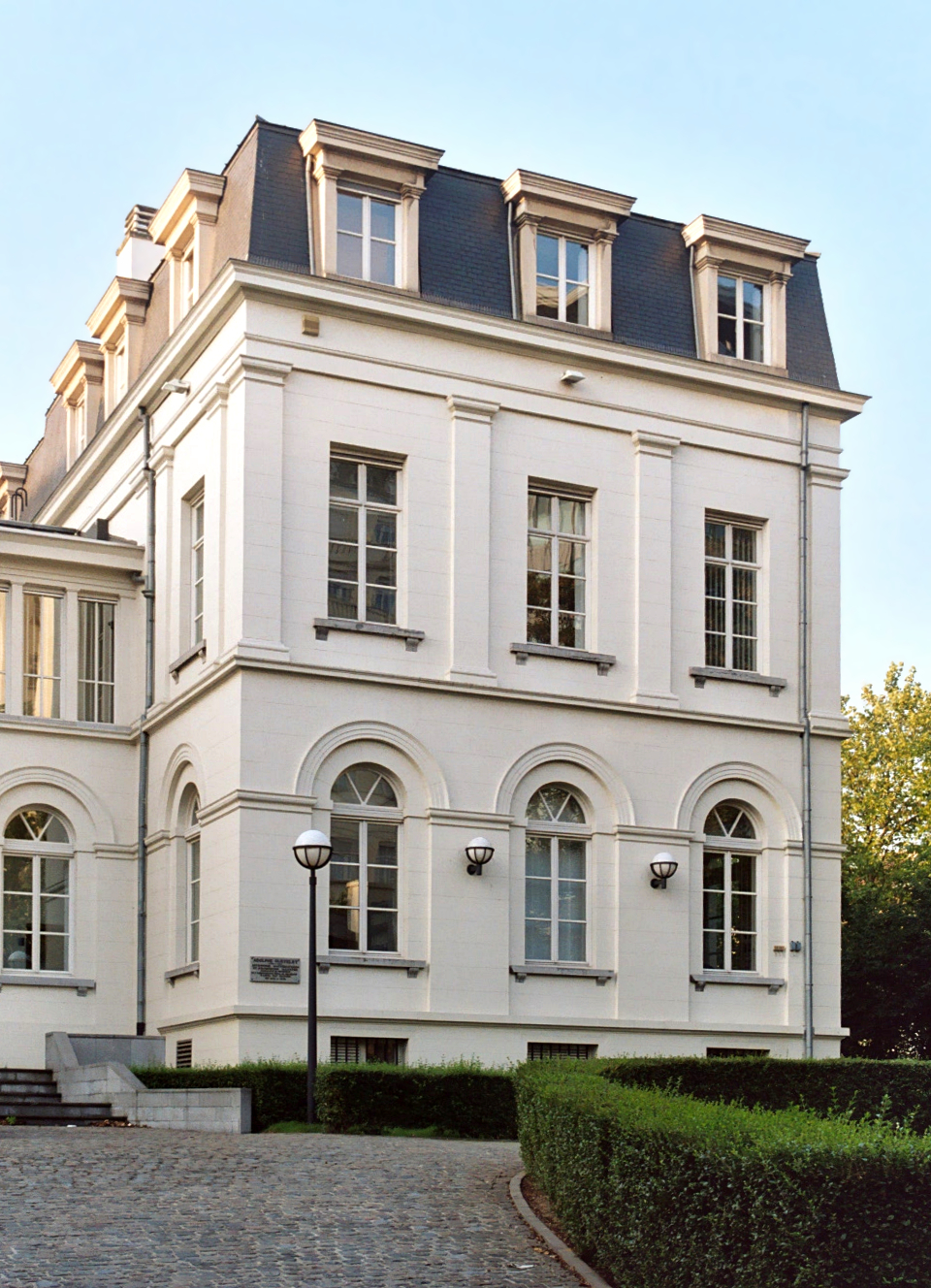
Стара будівля обсерваторії в Брюсселі

У 1823 році Адольф Кетле вперше звернувся до уряду Сполученого Королівства Нідерландів з проханням заснувати астрономічну обсерваторію в Брюсселі. Віллем I задовольнив його прохання в 1826 році, і будівництво почалося в 1827 році в Сен-Жосс-тен-Ноде в Брюсселі. Метеорологічні спостереження почалися швидко, але доставка та встановлення астрономічного обладнання йшло повільно. Кетле був призначений астрономом у 1828 році.
Під час Бельгійської революції в обсерваторії та навколо неї точилися бої. Кетле зберіг свою посаду при новому уряді і невдовзі почав наукові спостереження. До 1834 року будівлі та інструменти були остаточно завершені. Після смерті Кетле в 1874 році його наступником став його син Ернест.
У 1876 році новим директором став Жан-Шарль Узо. Того ж року він запросив Франсуа ван Ріссельберга приєднати його до служби прогнозу погоди. 26 вересня 1876 року обсерваторія опублікувала свій перший «Метеорологічний бюлетень». Ставши директором, Узо одразу почав планувати перенесення обсерваторії в Уккел. Йому вдалося покращити фінансування, збільшити науковий штат і повністю оновити прилади. Перша бельгійська астрономічна експедиція була відправлена в Сантьяго і Сан-Антоніо для спостереження за проходженням Венери в 1882 році. Він намагався розділити метеорологічний та астрономічний відділи, але уряд йому відмовив. У 1883 році в Уккелі почалося будівництво нової обсерваторії, але відставка Узо в 1883 році затримала переїзд, який був завершений лише в 1890—1891 роках.
Жорж Леконт був призначений директором у 1900 році, змінивши Франсуа Фолі та А. Ланкастера. Під його керівництвом в 1901 році почалися сейсмологічні вимірювання, а в 1906 році були запущені перші повітряні кулі. У 1913 році метеорологічний відділ нарешті став незалежною організацією — Королівським метеорологічним інститутом. Після Першої світової війни Центральне бюро астрономічних телеграм розташовувалось в Уккелі з 1920 по 1922 рік, а очолював його Леконт.
Хвороба змусила Леконта піти у відставку в 1925 році, і його наступником став Пол Стробант. Під його керівництвом обсерваторія придбала багато нових інструментів, був створений відділ астрофізики, сейсмологічна станція також була укомплектована новими приладами.
З 1936 року обсерваторією керував завзятий спостерігач Ежен Дельпорт, який розгорнув програму спостережень астероїдів.

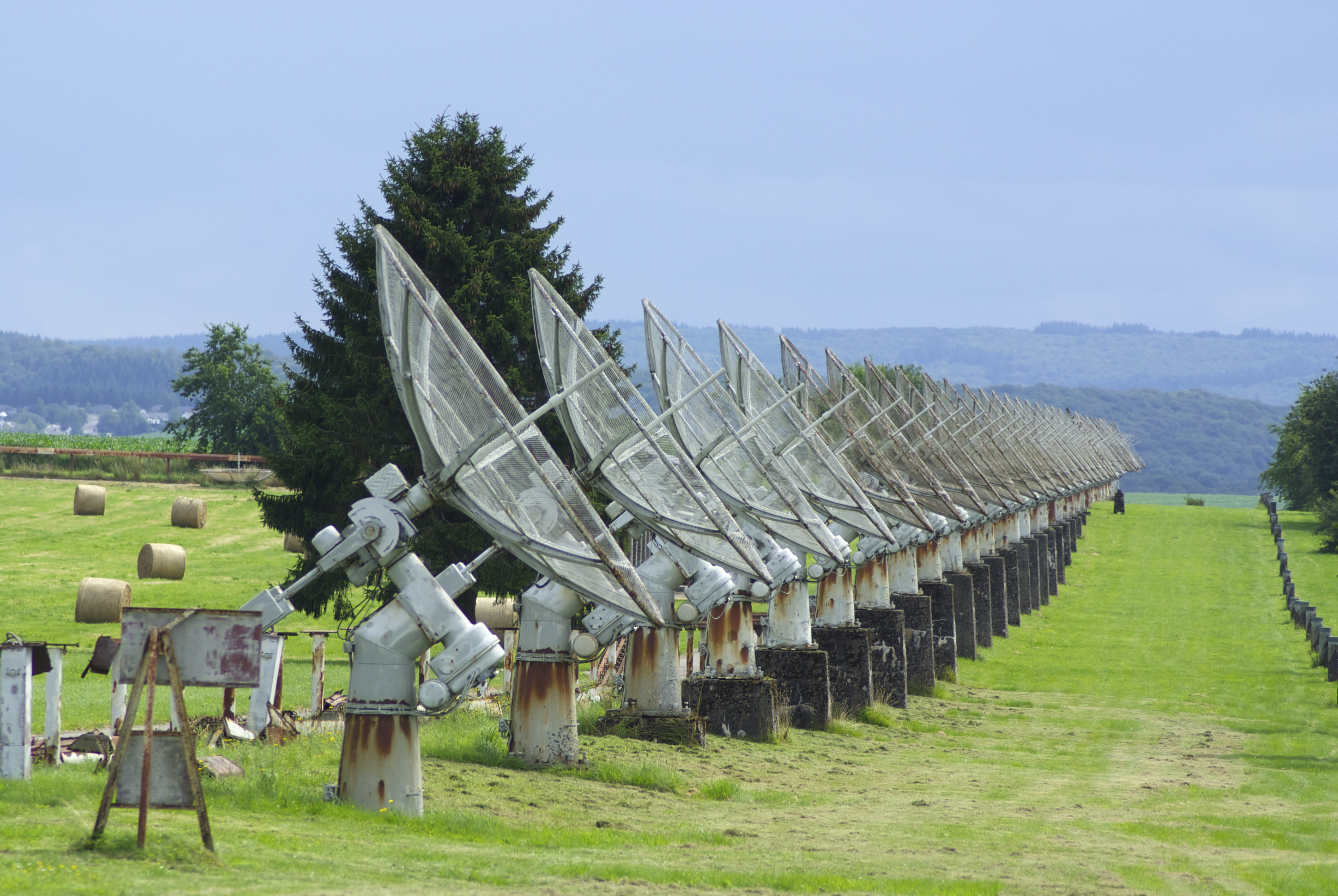
Радіоастрономічна станція в Умені

Його наступник, Поль Буржуа, залучив обсерваторію до великих міжнародних проектів. У цей час Раймон Кутр побудував радіоастрономічну станцію в Умені, яка містила 48 параболічних антен. Також було встановлено кілька підземних станцій для вивчення літосферних припливів. У 1957 році Міжнародний геодезичний і геофізичний союз доручив Королівській обсерваторії координувати спостереження за літосферними припливами, що створило Постійну службу літосферних припливів, штаб-квартира якої відтоді знаходиться в обсерваторії.
З 1981 року в обсерваторії також знаходиться Всесвітній центр даних індексу сонячних плям.
З 1981 по 1990 рік обсерваторією керував Поль Мелькіор. За цей час він створив і розвинув у Вальферданжі, у Люксембурзі, важливу підземну лабораторію геодинаміки, гравіметрів, горизонтальних маятників, екстензометрів, клінометрів тощо.
Король Бодуен I був астрономом-аматором і дуже цікавився Королівською обсерваторією. Після його смерті біля входу була встановлена статуя на честь короля.

## Директори обсерваторії

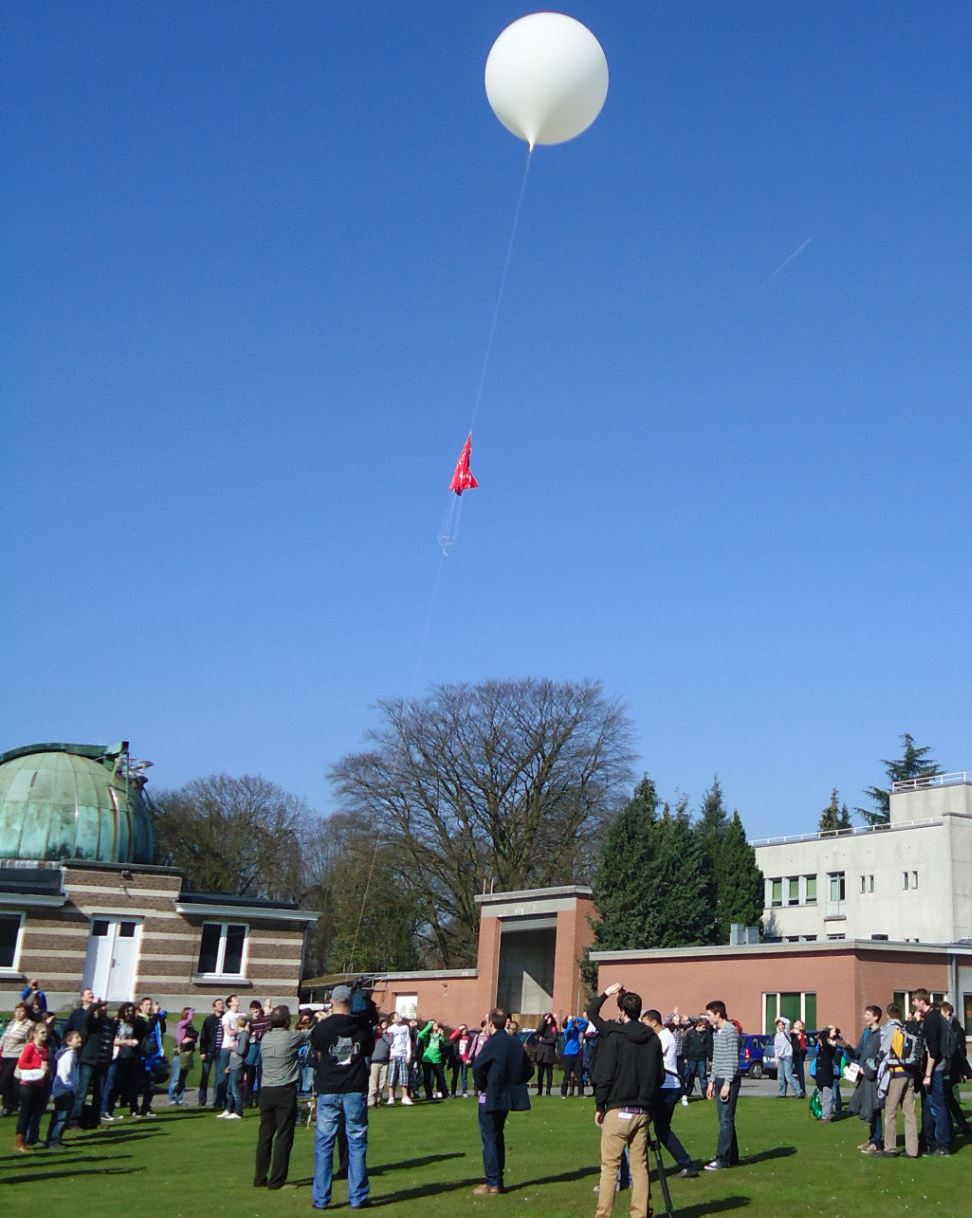
Запуск повітряної кулі ASGARD у 2012 році з будівлями Королівської обсерваторії та Королівського метеорологічного інституту на задньому плані

- Адольф Кетле (1828—1874)
- Ернест Кетле (1874—1876)
- Жан-Шарль Узо (1876—1883)
- Франсуа Фолі
- Жорж Леконт (1900—1925)
- Пол Стробант (Paul Stroobant)
- Ежен Дельпорт (з 1936)
- Поль Буржуа (Paul Bourgeois)
- Поль Мелькіор (1981—1990)

## Популяризація науки

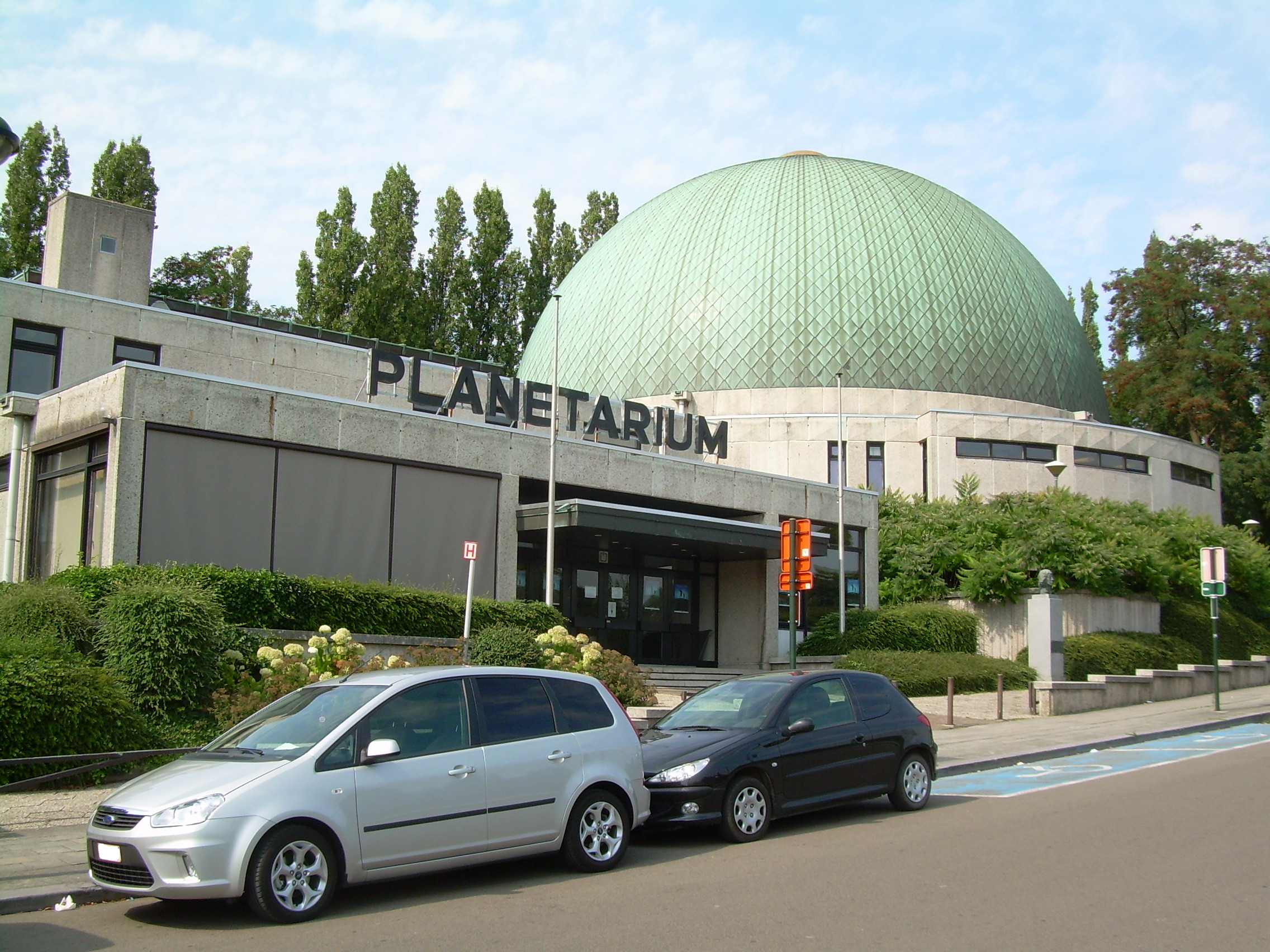
Брюссельський планетарій Королівської обсерваторії Бельгії

Зазвичай обсерваторія недоступна для відвідувачів, однак регулярно проходять дні відкритих дверей, коли всі охочі можуть відвідати обсерваторію, Королівський метеорологічний інститут і Королівський бельгійський інститут космічної аерономії.
З 1935 року працює Брюссельський планетарій, який адміністративно підпорядкований обсерваторії.

## Відображення в культурі й науці
- У 1991 році режисер Єва Гудова отримала спеціальний приз журі на фестивалі Filmer à tout prix за документальний фільм про астрономів Королівської обсерваторії Бельгії під назвою «Груповий портрет в окулярах»[7].
- Астероїд 1276 Уккелія названо на честь міста, а астероїд 16908 Ґрезельберґ — на честь пагорба, на якому розташована обсерваторія.